# Thomas Deng
Thomas Jok Deng (* 20. März 1997 in Nairobi, Kenia) ist ein australisch-südsudanesischer Fußballspieler.

## Karriere

### Verein
Sein erster Jugendklub waren die Adelaide Blue Eagles, welche er nach einem Umzug nach Melbourne im Jahr 2011 verlassen musste. Im Jahr 2013 hatte er mit 16 Jahren sein Debüt für den Western Eagles FC in der siebtklassigen Victorian State League 3. In der darauffolgenden Saison zog es ihn weiter zum Green Gully SC, wo er erst in der U20 auflief und später für die erste Mannschaft in der zweitklassigen Victorian Premier League im Jahr 2014 insgesamt 13-mal für das Team auflief.
So wurde auch Melbourne Victory auf ihn aufmerksam, welche ihn dann in ihre U21-Mannschaft aufnahmen und für die er ab der Saison 2015/16 in der A-League für die erste Mannschaft zum Einsatz kam. Hier kam er am ersten Spieltag der Spielzeit bei einem 0:0 gegen Adelaide United zum Einsatz, als er zur 78. Minute für Fahid Ben Khalfallah eingewechselt wurde. Nach dem Ende der Saison, nach der er auch noch einige Male zum Einsatz kam, wurde er zur Folgesaison 2016/17 in die Niederlande an die zweite Mannschaft von PSV Eindhoven verliehen. In dieser Zeit kam er zu fünf kurzen bis sehr kurzen Einsätzen im Team. Nach seiner Rückkehr sammelte er nun noch mehr Einsätze für Melbourne und wurde nun auch in der AFC Champions League eingesetzt.
Im Januar 2018 verließ er schließlich seinen Jugendklub und er schloss sich in Japan den Urawa Reds Diamonds an. In der Saison 2020 kam er l, bis auf einen etwas längeren Ausfall durch eine Hüftverletzung in der ersten Hälfte der Saison, relativ durchgehend zum Einsatz. Anschließend handelte er sich am 21. Spieltag eine Rotsperre ein, wodurch er in den nächsten Spielen nicht mehr eingesetzt werden durfte, aber auch danach noch lange auf der Bank saß. Anschließend spielte er nochmal drei Spieltage komplett durch, bis er sich ein weiteres Mal verletzte, womit er für den Rest der Saison ausfiel.
Dies zog sich auch noch über die komplette folgende Saison hin, in der er lediglich in zwei Spielen eingesetzt wurde und spätestens am 23. Spieltag mit einer Leistenverletzung erneut bis zum Ende der Runde ausfiel. So endete auch sein Vertrag bei Urawa relativ unglücklich. Somit schloss er sich im Januar 2020 dann Albirex Niigata in der zweiten Liga an, Hier musste er aber auch erst einmal seine Leistenverletzung weiter auskurieren und kam er am 14. August 2022 am 31. Spieltag wieder zu einem ersten Einsatz. Am 2. November 2024 stand er mit Albirex im Finale des J. League Cup. Das Spiel gegen Nagoya Grampus verlor man im Elfmeterschießen. Nach 64 Ligaspielen wechselte er im Januar 2025 zu den ebenfalls in der ersten Liga spielenden Yokohama F. Marinos.

### Nationalmannschaft
Für die U23-Nationalmannschaft von Australien, kam er ab März 2017 bei einem Freundschaftsspiel zum ersten Mal zum Einsatz. Anschließend war er mit der Mannschaft auch bei der U23-Asienmeisterschaft 2018 und der U23-Asienmeisterschaft 2020 dabei. Bei seinem letzten Einsatz am 12. Juli 2021 führte er die Mannschaft in einem Freundschaftsspiel sogar nochmal als Kapitän an. Abschließend führt er diese Rolle auch noch in zwei Spielen beim olympischen Fußballturnier 2020 aus, wo er Mitglied des australischen Kaders war.
Seinen ersten Einsatz im Dress der australischen A-Nationalmannschaft hatte er bereits am 15. Oktober 2018, als er bei einem 4:0-Freundschaftsspielsieg über Kuwait in der 76. Minute für Josh Risdon eingewechselt wurde. Auch aufgrund seiner Verletzungen kam er erst am 25. September 2022 zu einem nächsten Einsatz. Dies war wieder ein Freundschaftsspiel gegen Neuseeland, welches Australien mit 2:0 gewann.
Im November 2022 wurde er schließlich für den Kader der Mannschaft bei der Weltmeisterschaft 2022 nominiert.

## Erfolge

### Verein
Albirex Niigata
- Japanischer Zweitligameister: 2022  ▲
- Japanischer Ligapokalfinalist: 2024

## Privates
Er wurde als Kind von aus dem Südsudan geflohenen Eltern im kenianischen Nairobi geboren. Im Alter von sechs Jahren zogen diese ins australische Adelaide.
Er hat mit Peter Deng noch einen älteren Bruder, welcher mehrere Einsätze für die südsudanesische Nationalmannschaft sammelte.